# 终端 (macOS)
終端機（英語：Terminal，檔案名稱 Terminal.app），是蘋果電腦macOS作業系統上的虛擬終端應用軟體，同時也存在於OS X早期的OPENSTEP和NEXTSTEP之上。macOS的終端機置於「Utilities」資料夾內。
作为虛擬終端，与macOS用户体验的大部分图形特性不同，该应用程序通过与操作系统结合使用时提供命令行界面来提供对操作系统的基于文本的访问。带有Unix shell，例如Z shell（macOS Catalina中的默认shell）。用户可以选择macOS可用的其他shell，例如Korn shell、tcsh和bash。
OS X 10.8（Mountain Lion）及更高版本中的Terminal.app的偏好设置中提供了TERM环境变量值的选择。可用的选项有ansi、dtterm、nsterm、rxvt、vt52、vt100、vt102、xterm、xterm-16color和xterm-256color，它们与OS X 10.5（Leopard）的选择不同，它们通过删除xterm-color并添加xterm-16color和 xterm-256color。这些设置不会更改终端的操作，并且xterm设置与xterm的行为不匹配。
终端包含一些专门访问macOS API的功能。这些功能包括使用标准macOS帮助搜索功能查找手册页和与Spotlight集成的功能。苹果公司在Mac OS X的早期广告中使用终端作为macOS图形API的展示，提供一系列自定义字体和颜色选项，包括透明背景。

## 使用 Terminal

### 動作
終端機應用程式的啟動方式可以前往实用工具目錄，點按兩次 Terminal.app 的圖示（icon）。

### 預設 unix shell
當終端機啟動時，一開始會登錄進 unix shell，程式會允許使用者透過shell與作業系統的核心溝通。在 OS X 10.3版 與 10.4版，預設的 unix shell 是 bash。更前面的版本則是使用 tcsh 作為預設的 unix shell。

### 改變 unix shell 的設定
OS X 10.4除了提供bash，还提供了tcsh、zsh和ksh。在此之前尚不支持ksh。下列命令可以更改默认shell程序，比如说该例中的zsh。
```
chsh
 
-s
 
/bin/zsh

```